# Carenoptomerus guyanensis
Carenoptomerus guyanensis là một loài bọ cánh cứng trong họ Cerambycidae.